# Église Saint-Martin de Dammartin-en-Serve
Pour les articles homonymes, voir Église Saint-Martin.
L'église Saint-Martin est une église catholique située à Dammartin-en-Serve, en France.

## Localisation
L'église est située dans le département français des Yvelines, dans la commune de Dammartin-en-Serve.

## Historique

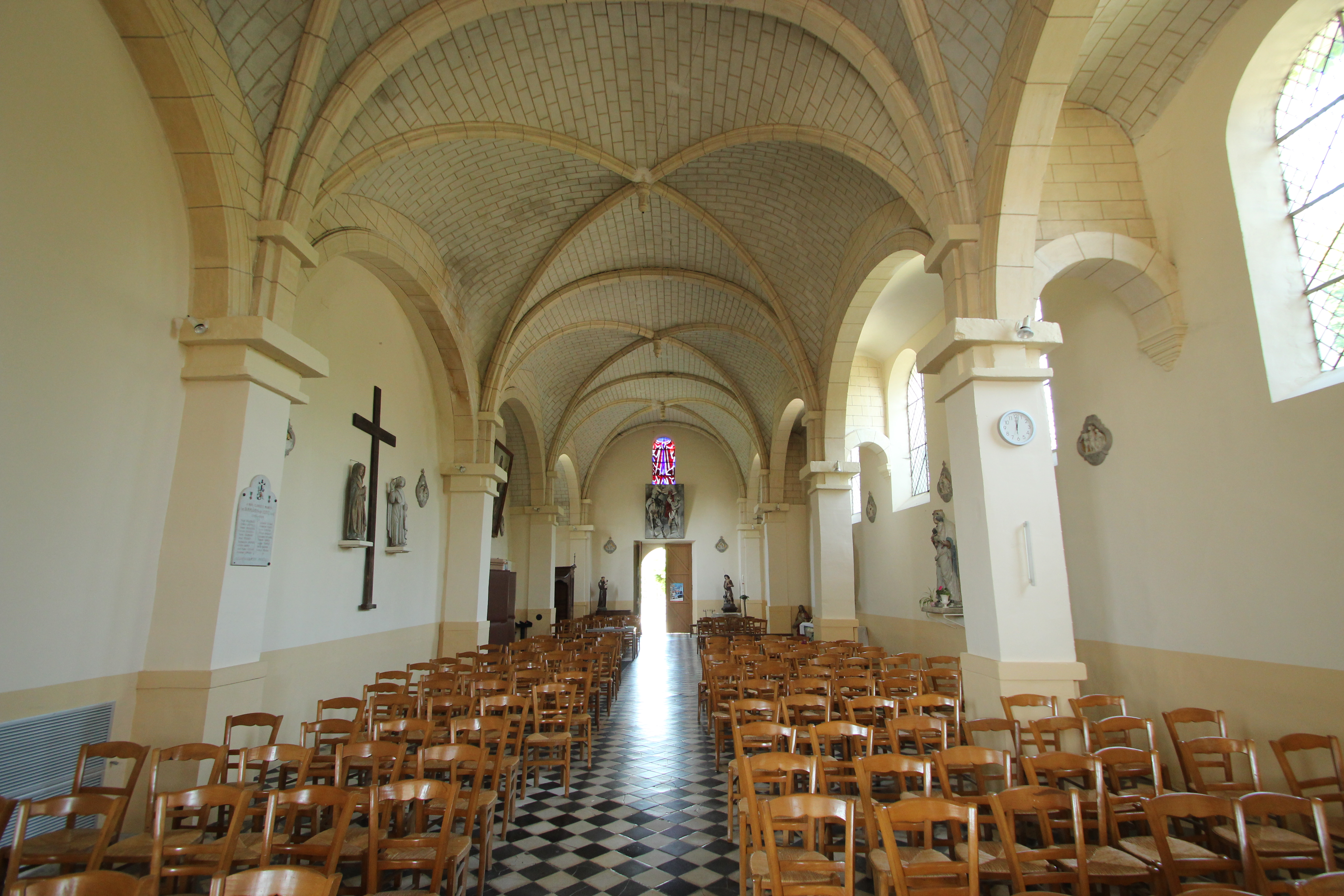
La nef de l'église en 2015.

À cet emplacement se trouvait au XIIe siècle une chapelle carolingienne, appartenant à un prieuré qui dépendait de l’abbaye de Saint-Germain-des-Prés.
Construite au XIVe siècle, elle a été agrandie au XVIe siècle. À la Révolution, cette chapelle devient une église paroissiale.
En 1823, une tempête fit tomber le clocher. Une restauration fut donc entreprise, pour être terminée vers 1897, avec l’installation des voûtes et piliers en plâtre du style Renaissance.

## Description

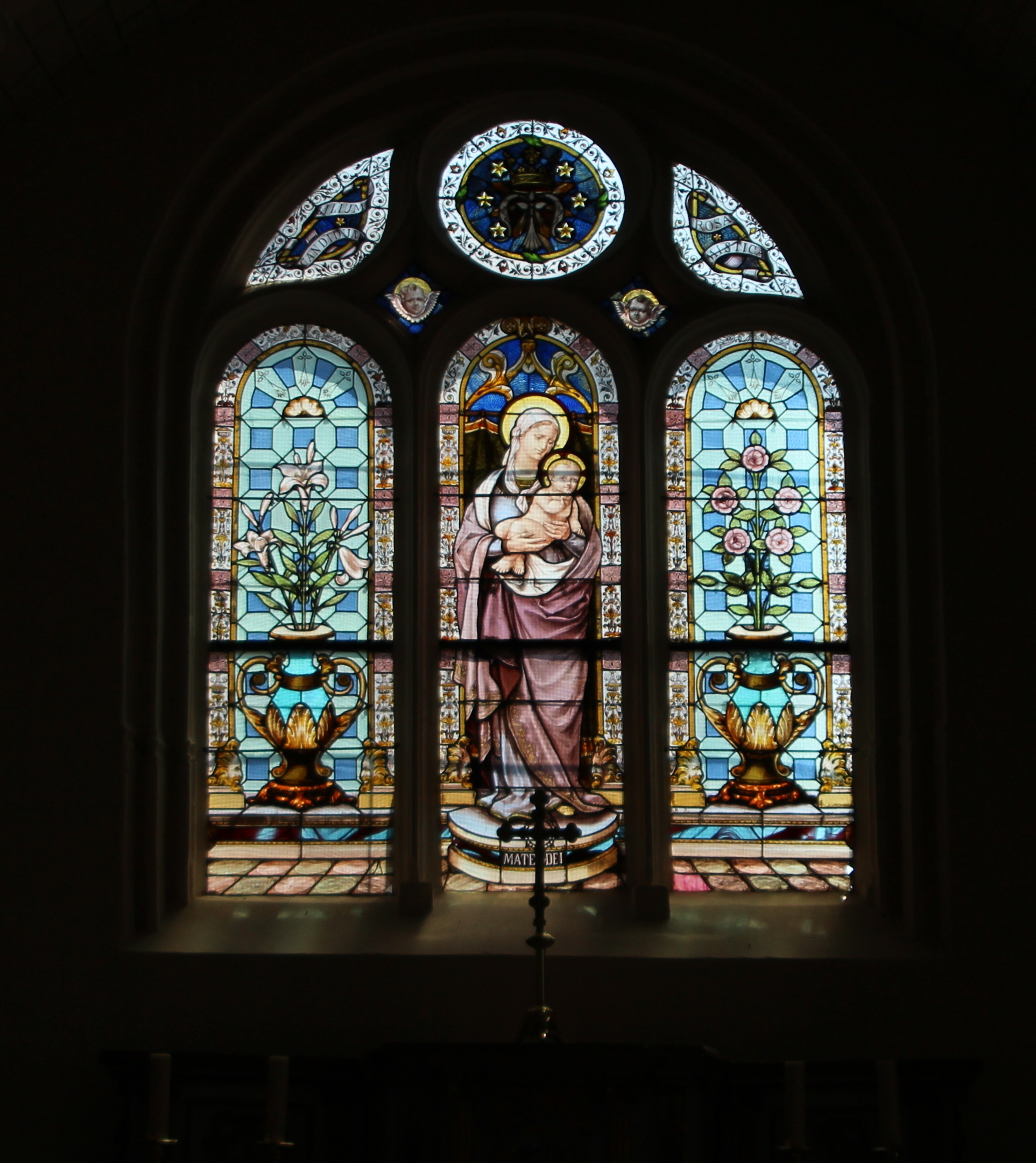
Église Saint-Martin de Dammartin-en-Serve le 17 juin 2015 - 9

Construite sur un plan basilical, elle comporte une charpente métallique créée après la Seconde Guerre mondiale. Le clocher à flèche polygonale est construit sur base carrée.
La façade occidentale se compose d'un portail en plein cintre, couronné par un fronton triangulaire.

## Mobilier
Le clocher abrite trois cloches nommées :
- Marie, refondue en 1703.
- Louise Lucienne Théodorine, fondue en 1897.
- Marguerite Lucienne Charlotte, fondue la même année.

Plusieurs objets sont classés, dont du mobilier liturgique, une statue de saint Jean et une statue de la sainte Vierge.